# Netelia armeniaca
Netelia armeniaca là một loài tò vò trong họ Ichneumonidae.